# 차머리아 알바니아인

차머리아 알바니아인의 기

차머리아 알바니아인(알바니아어: Çamë 차머 또는 알바니아어: Shqiptarë 시치프타러)은 차머리아(그리스 이피로스 주) 출신의 알바니아인을 말한다.
알바니아어를 쓰고, 대부분이 이슬람교를 믿으나 일부는 그리스 정교회를 믿는다.

## 같이 보기
- 런던 조약 (1913년)